# Bangkeh
Bangkeh is een bestuurslaag in het regentschap Pidie van de provincie Atjeh, Indonesië. Bangkeh telt 1652 inwoners (volkstelling 2010).